# Castillo de Ubierna
El castillo de Ubierna es una fortificación en ruinas del municipio español de Merindad de Río Ubierna, en la provincia de Burgos.

## Descripción
El castillo de Ubierna se ubica, tal como sugiere su nombre, en la localidad burgalesa de Ubierna, perteneciente al municipio de Merindad de Río Ubierna, en Castilla y León. Fue propiedad de los condes de Castilla.
Después de la batalla de Atapuerca que tuvo lugar en 1054 donde se enfrentaron los hermanos Fernando I de León y García Sánchez III de Pamplona, Diego Flaínez, el padre de Rodrigo Díaz de Vivar, arrebató a los navarros las plazas de Ubierna, Urbel, La Piedra, que posteriormente fueron reintegradas al reino de Castilla, así como Vivar. Estos hechos se recogen en la Historia Roderici. Según el historiador Gonzalo Martínez Díez: «Con la ocupación del castillo de Ubierna es de suponer que toda la merindad del mismo nombre siguiera el mismo camino que la fortaleza donde residía el tenente del rey García». Después de la muerte de Diego Flaínez, su hijo Rodrigo, El Cid, sucedió a su padre en estas plazas.
Quedó protegido de forma genérica junto con el resto de castillos de España, el 22 de abril de 1949, mediante un decreto con la rúbrica del dictador Francisco Franco y el entonces ministro de Educación Nacional José Ibáñez Martín, publicado el 5 de mayo de ese mismo año en el Boletín Oficial del Estado. Cuenta con el estatus de Bien de Interés Cultural, de forma genérica.